# Fässbergs Idrottsförening
O Fässbergs Idrottsförening, ou simplesmente Fässbergs IF, é um clube de futebol da Suécia fundado em  1916. Sua sede fica localizada em Mölndal.